# Cremastus maculosus
Cremastus maculosus är en stekelart som beskrevs av Dasch 1979. Cremastus maculosus ingår i släktet Cremastus och familjen brokparasitsteklar. Inga underarter finns listade i Catalogue of Life.